# ریزموج زمینه کیهانی
در کیهان‌شناسی ریزموج زمینه کیهانی (به انگلیسی: Cosmic microwave background)، به اختصار CMB، یا تابش ریزموج زمینه کیهانی (Cosmic Microwave Background radiation)، به اختصار CMBR، که تابش بازمانده (relic radiation) نیز نامیده می‌شود، تابشی الکترومغناطیسی است که سراسر کیهان را پوشانده‌است. این تابش، طیف جسم سیاهی با دمای ۲٫۷۲۶ کلوین دارد. بنابراین بیشینهٔ این تابش در محدودهٔ ریزموج با بسامد ۱۶۰GHz و طول موج ۱٫۹mm است. کیهان‌شناسان تابش زمینهٔ کیهانی را بهترین شاهد برای نظریهٔ مهبانگ می‌دانند.

## پیشینه

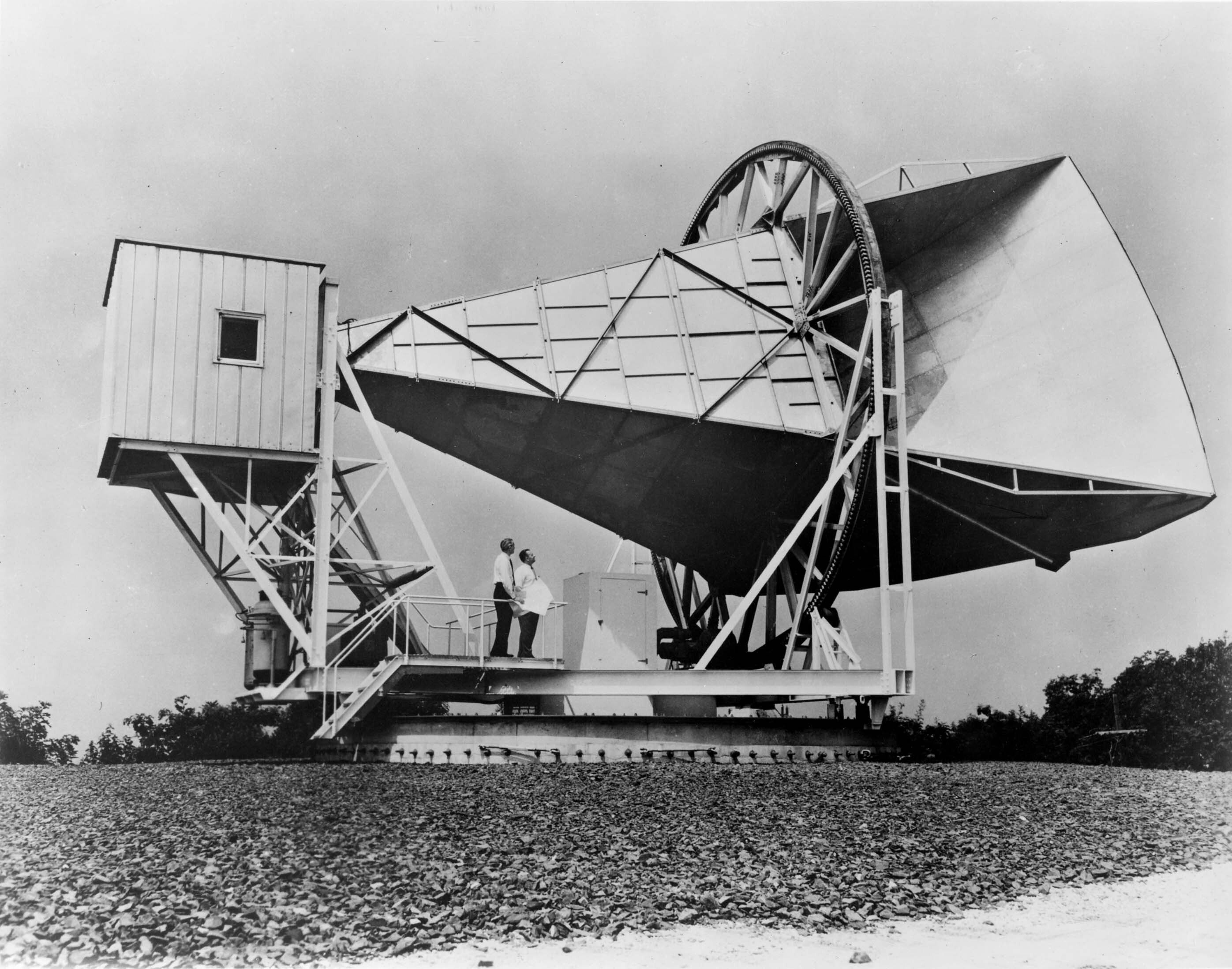
گیرنده‌ای که پنزیاس و ویلسون با آن تابش زمینه کیهانی را کشف کردند.

در ۱۹۴۸ جرج گاموف (به انگلیسی: George Gamov) تابش زمینهٔ کیهانی را پیش‌گویی کرده، و دمای آن را برابر ۵ کلوین تخمین زد.
این تابش را نخستین بار در سال ۱۹۶۵ آرنو پنزیاس (به انگلیسی: Arno Penzias) و رابرت ویلسون (به انگلیسی: Robert Woodrow Wilson)، اخترشناسان آمریکایی، در آزمایشگاه بل به‌طور تصادفی کشف کردند. در خلال سال‌های ۱۹۶۴ تا ۱۹۶۵ پنزیاس و ویلسون دما را حدود ۳ کلوین تخمین زدند. آن‌ها به خاطر این کشف جایزهٔ نوبل سال ۱۹۷۸ را از آن خود کردند.
در ۱۸ نوامبر ۱۹۸۹ ماهوارهٔ کُبی (کاوشگر زمینه کیهان) (به انگلیسی: COBE) برای اندازه‌گیری دمای تابش زمینه کیهانی به فضا پرتاب شد. در سال ۲۰۰۱ نیز ماهوارهٔ دبلیومپ  برای سنجش دقیق‌تر این دما به فضا پرتاب شد. ماهوارهٔ پلانک نیز در سال ۲۰۰۸ برای همین کار در مدار زمین قرار گرفت.

## ویژگی‌ها

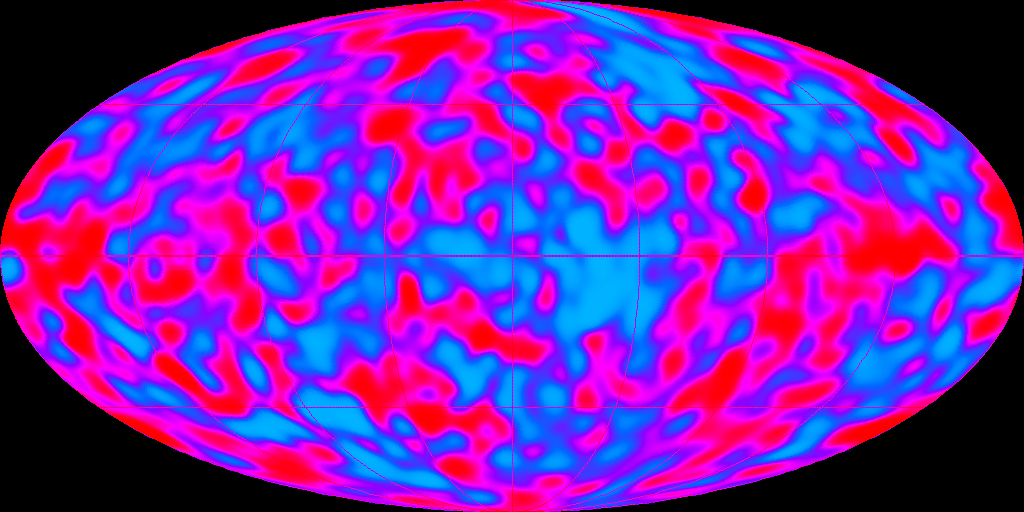
دمای پس‌زمینه مایکروویو کیهانی

تابش زمینهٔ کیهانی با دقت یک قسمت در ۱۰۰٬۰۰۰ همسانگرد است؛ انحراف معیار این ناهمسان‌گردی تنها ۱۸μK است. ناهمروندی تابش نیز ۳‎×۱۰-۳ درجه کلوین اندازه‌گیری شده‌است.
طیف‌سنج نوریِ ماهوارهٔ کُبی طیف این تابش را به دقت سنجیده و با طیف یک جسم سیاه مقایسه کرده‌است. تاکنون هیچ انحرافی از طیف جسم سیاه دیده نشده‌است. تابش زمینهٔ کیهانی دقیق‌ترین نمونهٔ تابش جسم سیاه است که تاکنون در طبیعت دیده شده‌است.
این تابش قطبیده هم هست. در دورهٔ بازترکیب افت‌وخیزهای دمایی و برهمکنش تامسون موجب قطبیده‌شدن آن می‌شوند.

## ناهمسان‌گردی

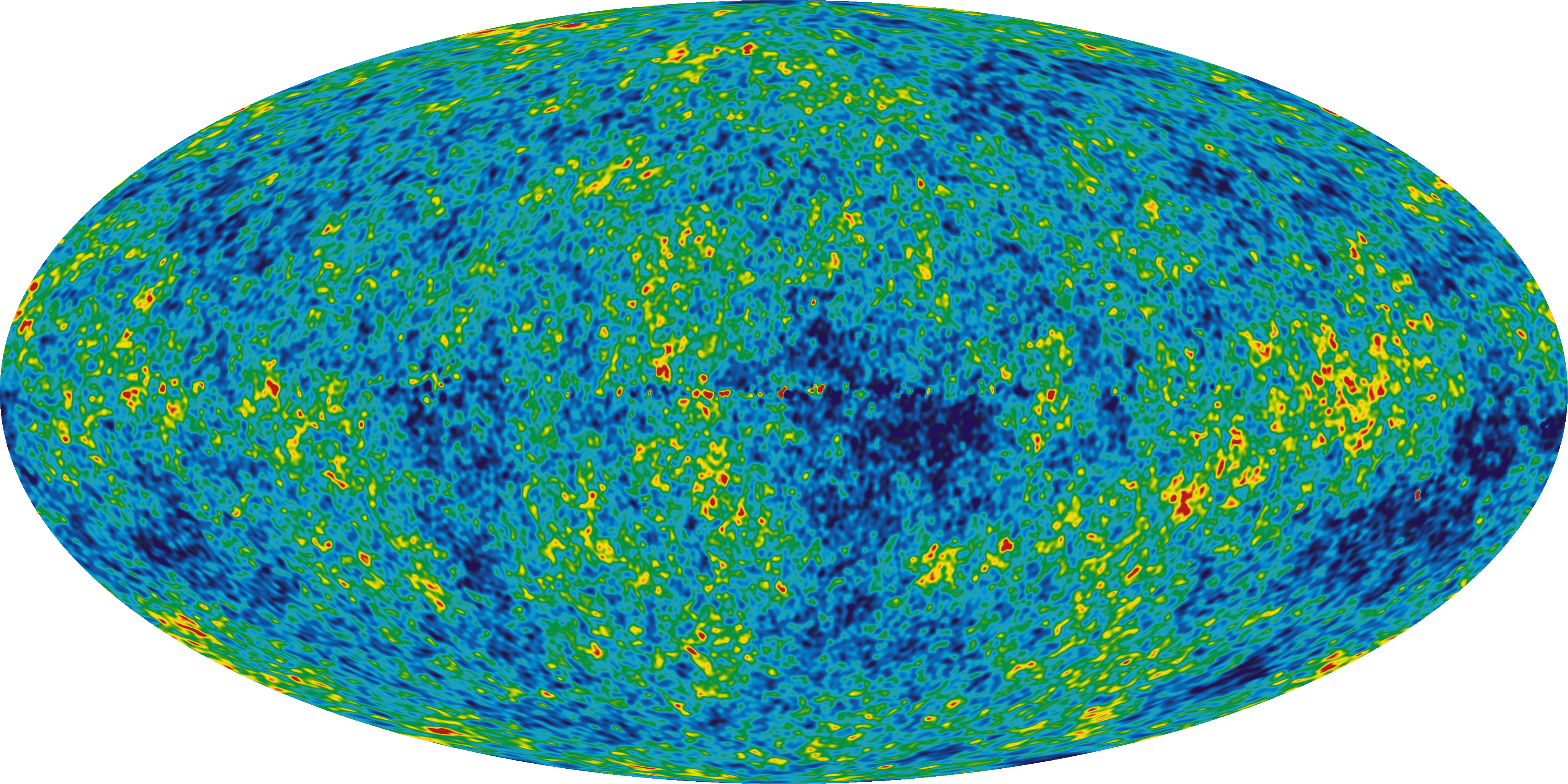
تصویر ماهوارهٔ دبلیومپ از ناهمسانگردی‌های دمایی تابش زمینهٔ کیهانی

ناهمسان‌گردی‌های تابش زمینهٔ کیهانی به خاطر عوامل گوناگونی به وجود می‌آیند. اثراتی که موجب این ناهمسانگردی می‌شوند به این قرارند:
- حرکت زمین. ساده‌ترین دلیل ناهمسانگردی انتقال دوپلر ناشی از حرکت ناظر نسبت به چارچوب مرجع تابش است. چون زمین و سامانه خورشیدی با سرعت ۳۷۰ کیلومتر بر ثانیه (۰٫۱۲ درصد سرعت نور) به سمت صورت فلکی دوشیزه حرکت می‌کنند، تغییر بسیار کمی در دما (حدود ۱٫۲ در هزار) در دو نقطه مقابل هم در آسمان به وجود می‌آید.[۱]
- افت‌وخیزهای ذاتی در دمای تابش نخستین. این افت‌وخیزها به این خاطر هستند که در لحظهٔ بازترکیب، چگالی تابش در نقاط مختلف فضا همگن نبوده‌است.
- اثر سَکس-وُلف و اثر سَکس-ولف پیوسته. این افت‌وخیزها به خاطر همگن‌نبودن پتانسیل گرانشی در لحظهٔ بازترکیب و در مسیر رسیدن تابش به ناظر هستند.[۸]
- اثر سونیا اِف-زلدوویچ. فوتون‌های تابش زمینهٔ کیهانی در مسیر خود ممکن است از نواحی بزرگی شامل گازهای بسیار داغ بگذرند. این فوتون‌ها در این نواحی از الکترون‌های بسیار پرانرژی پراکنده می‌شوند و از آن‌ها انرژی می‌گیرند. این پدیده طیف جسم سیاه را برهم‌می‌زند.[۹]

بررسی بسیار دقیق این ناهمسانگردی‌ها به ابزار مهمی برای آزمودن نظریه‌های کیهان‌شناسی تبدیل شده‌است. افت‌وخیزهای کنونی تابش زمینهٔ کیهانی حاصل تحول افت‌وخیزهای آغازین این تابش تحت اثرهای گوناگون فیزیکی مانند آنچه در بالا برشمرده شد؛ هستند. نکتهٔ اساسی در بررسی افت‌وخیزها این است که این افت‌وخیزها بر اثر شرایط اولیهٔ کاتوره‌ای پدید آمده‌اند؛ بنابراین مشاهده‌پذیرهای مفید در بررسی ناهمسانگردی‌های تابش زمینهٔ کیهانی تنها ویژگی‌های آماری آن‌هاست و نه خود این افت‌وخیزها.

طیف توانی ناهمسانگردی تابش زمینهٔ کیهانی برحسب جدایی زاویه‌ای (یا مؤلفهٔ چندقطبی). داده‌های ماهواره‌های گوناگونی مانند دبلیومپ در این نمودار به کار رفته‌است.

از آن جا که افت‌وخیزهای دمایی تابش زمینهٔ کیهانی یک تابع نرده‌ای روی کره‌است، بهترین راه برای بررسی آن‌ها بسط آن‌ها برحسب هماهنگ‌های کروی است. هماهنگ‌های کروی توابع پایهٔ راست‌هنجار روی کره هستند. به زبان ریاضی:
{\displaystyle \Delta T({\hat {n}})=\sum _{l,m}a_{lm}Y_{lm}({\hat {n}})}
در این بسط {\displaystyle a_{lm}}ها ضرایب بسط هستند و از رابطهٔ زیر به دست می‌آیند:
{\displaystyle a_{lm}=\int d\Omega _{\hat {n}}Y_{lm}({\hat {n}})\Delta T({\hat {n}})}
در رابطهٔ بالا، {\displaystyle {\hat {n}}} بردار یکه در راستای {\displaystyle \theta } و {\displaystyle \phi }، و {\displaystyle d\Omega _{\hat {n}}} جزء زاویه فضایی در این راستا است.
در حالت کلی، می‌توان نشان داد که همهٔ اطلاعات آماری موجود در تابش زمینهٔ کیهانی را می‌توان از تابع بستگی دونقطه‌ای آن به دست آورد که به صورت زیر تعریف می‌شود:
{\displaystyle C({\hat {n}},{\hat {n'}})=\langle \Delta T({\hat {n}})\Delta T({\hat {n'}})\rangle }
که در آن، علامت {\displaystyle <>} به معنی میانگین‌گیری روی کل زاویه فضایی است.
با مقایسهٔ طیف توانی‌ای که نظریه‌های کیهان‌شناسی پیش‌بینی می‌کنند با طیف توانی دیده‌شده، می‌توان پارامترهای مهم کیهان‌شناسی را به دست آورد.

## ارتباط با نظریهٔ مهبانگ
تابش زمینهٔ کیهانی یکی از پیش‌بینی‌های نظریهٔ مهبانگ است. طبق این نظریه، عالم نخستین پلاسمای داغی از فوتون‌ها، الکترون‌ها و باریون‌ها بود. فوتون‌ها پیوسته با الکترون‌ها برهمکنش تامسون داشتند. با انبساط جهان و پایین‌آمدن دمای آن، الکترون‌ها با پروتون‌ها ترکیب شدند و اتم‌های هیدروژن را ساختند. در این هنگام که دمای جهان ۳٬۰۰۰ درجه K بود و ۳۷۹۰۰۰ سال از عمر جهان می‌گذشت، پراکندگی تامسون متوقف شد و فوتون‌ها توانستند آزادانه حرکت کنند. این پدیده بازترکیب یا واجفتیدگی نام دارد (زیرا ماده و تابش از این زمان به بعد با هم جفت نبودند). از زمان تاکنون این فوتون‌ها همچنان سردتر می‌شوند. دمای کنونی آن‌ها ۲٫۷۲K است و تا جایی که انبساط عالم ادامه داشته باشد سردتر خواهند شد. تابش زمینهٔ کیهانی که امروز به ما می‌رسد مربوط به زمان واجفتیدگی، یعنی ۱۳٫۸ میلیارد سال پیش است که در آن زمان دما تا ۱۰۳۲ درجه کلوین بالا بود که این نتیجه فرضیه انبساط جهان را تأیید می‌کند.
بزرگ‌ترین موفقیت‌های نظریهٔ مهبانگ پیش‌بینی طیف کامل جسم سیاه و نیز پیش‌بینی دقیق ناهمسانگردی‌های تابش زمینهٔ کیهانی است. ماهوارهٔ دبلیومپ این ناهمسانگردی‌ها را با دقت ۰٫۲ درجه سنجیده‌است. با این سنجش‌ها می‌توان برخی از پارامترهای مهم کیهان‌شناسی را به دست آورد.
با برون‌یابی از چند رابطهٔ مهم فیزیک و ادغام آن با نتایج حاصل از بررسی آسمان، رابطهٔ زیر برای دمای لحظه‌ای جهان به دست می‌آید:
{\displaystyle T(K)=(1.5\times 10^{10})t^{-{\frac {1}{2}}}}
که در آن ‎{\displaystyle T(K)}‎ دمای لحظه‌ای جهان برحسب کلوین و {\displaystyle t} عمر جهان بر حسب ثانیه است.

### سرعت زمین نسبت به ناهمسانگردی
بر پایهٔ داده‌های CMB دیده می‌شود که خوشهٔ محلی کهکشان ما (خوشهٔ کهکشانی که راه شیری هم عضوی از آن است) با سرعت ‎۶۲۷ ± 22 km/s‎ نسبت به چارچوب تابش زمینه در حرکت است. این حرکت در جهت طول کهکشانی l = 264.4o و b = 48.4o است.

## آزمایش‌ها و رصد تابش زمینهٔ کیهانی
از زمان کشف تابش زمینهٔ کیهانی، صدها آزمایش برای سنجش و ثبت دقیق آن انجام شده‌است. معروف‌ترینِ این آزمایش‌ها کاوشگر زمینه کیهان (COBE) است. این ماهواره را ناسا در سال‌های ۱۹۸۹ تا ۱۹۹۶ به گردش درآورد و توانست با آن ناهمسانگردی‌های بزرگ‌مقیاس تابش زمینه را در حد دقت خود ببیند و بسنجد. پس از داده‌های COBE که تابشی بسیار یکنواخت و همگن را نشان می‌داد، چندین آزمایش از روی زمین یا با بالون این ناهمسانگردی‌ها را در مقیاس‌های زاویه‌ای کوچکتر سنجیدند. هدف اصلی این آزمایش‌ها یافتن بزرگی مقیاس نخستین قلهٔ آکوستیکی بود که COBE به خاطر دقت پایین‌اش نتوانسته بود آن را ببیند. این سنجش‌ها سرانجام توانستند نظریهٔ ریسمان کیهانی را که گمان می‌شد بهترین نظریه برای تشکیل ساختارهای کیهانی است وابنهند و تورم کیهانی را به جایش پیش بگذارند. در دههٔ ۱۹۹۰ نخستین قله دیده شد و در سال ۲۰۰۰ آزمایش بومرنگ گزارش داد که بزرگترین افت‌وخیزهای توانی در مقیاس حدود ۱ درجه رخ می‌دهد. این نتیجه به همراه داده‌های کیهانی دیگر نشان داد که هندسهٔ جهان ما تخت است. در سال‌های بعد آزمایش تداخل‌سنج ‎DASI‎ برای نخستین بار قطبش تابش زمینه را آشکار کرد.
در ژوئن ۲۰۰۱، ناسا در تلاش برای سنجش هرچه‌دقیق‌تر ناهمسانگردی‌های بزرگ‌مقیاس در کل آسمان، دومین ماهوارهٔ تابش زمینه را به نام دبلیومَپ به فضا فرستاد. نخستین نتایج این مأموریت در سال ۲۰۰۳ سنجش دقیقی بود از طیف توانی زاویه‌ای با در مقیاسی کمتر از یک درجه، که روی بسیاری از پارامترهای کیهان‌شناسی قیدهای محکمی می‌گذاشت. این نتایج همخوانی بسیار خوبی با نظریهٔ تورم کیهانی و چندین نظریهٔ رقیب دارد. با این که دبلیومپ سنجش‌های دقیقی از افت‌وخیزهای بزرگ در مقیاس درجه دارد (افت‌وخیزهایی به اندازهٔ زاویه‌ای ماه در آسمان)، وضوح زاویه‌ای‌اش به اندازهٔ سنجش‌های تداخل‌سنج‌های زمینی که افت‌وخیزهای کوچک‌تر را سنجیده‌اند نیست.
مأموریت فضایی سومی به نام پلانک در تاریخ 14 مه 2009 انجام شد که در این ماموریت پلانک تغییرات دما را در زمینه ریزموج ها با حساسیت بیشتر و وضوح زاویه ای و محدوده فرکانسی بهتر از هر ماهواره قبلی اندازه گیری کرد و توانست به ستاره شناسان تصویری بی سابقه از جهان ما که بسیار جوان بود بدهد . پلانک تابش زمینهٔ کیهانی و نیز قطبش آن را با دقتی بیش از دبلیومپ سنجید. برخلاف دو مأموریت پیشین، پلانک با همکاری ناسا و اِسا (آژانس فضایی اروپا) ساخته و اجرا شد.
آشکارگرهای زمینی دیگری نیز مانند تلسکوپ قطب جنوب و پروژهٔ Clover، تلسکوپ کیهانی آتاکاما و تلسکوپ QUIET در شیلی داده‌های بیشتری را که از ماهواره‌ها به دست نمی‌آیند خواهند سنجید.